# Werewolf (album)
Werewolf – czwarty album formacji XIII. století wydany 2 grudnia 1996 roku.

## Lista utworów
1. Royale Carpathia
2. Transilvanian werewolf
3. Bratrstvo vlkodlaka
4. Vampire woodoo
5. Julie umírá každou noc
6. Psycho
7. Třinácté znamení
8. Stigmata vampire